# Cantone di Prémery
Il Cantone di Prémery era una divisione amministrativa dell'arrondissement di Cosne-Cours-sur-Loire.
È stato soppresso a seguito della riforma complessiva dei cantoni del 2014, che è entrata in vigore con le elezioni dipartimentali del 2015.
Comprendeva i comuni di:
- Arbourse
- Arthel
- Arzembouy
- Champlemy
- Champlin
- Dompierre-sur-Nièvre
- Giry
- Lurcy-le-Bourg
- Montenoison
- Moussy
- Oulon
- Prémery
- Saint-Bonnot
- Sichamps